# Oberstaufen (dorp)
Oberstaufen is een plaats in de gemeente Oberstaufen, gelegen in het zuiden van Duitsland in de regio Oberallgäu van de Duitse deelstaat Beieren. 
Bezienswaardig zijn de witgepleisterde kerk uit de 19e eeuw en een 17e-eeuwse kapel (de zogenaamde Pestkapelle) in het gehucht Weibach.